# Dirk Hinderyckx
Dirk Hinderyckx (15 december 1956, Brugge) is een voormalig Belgische voetballer. Hij speelde als aanvaller en middenvelder.

## Biografie
Hinderyckx speelde eerst bij de jeugdreeksen van Club Brugge, een van de topclubs van het land en werd in 1973 opgenomen in de A-kern van de club. Vanaf 1974 werd hij onder Ernst Happel een vaste waarde in de ploeg. In 1976 werd hij met Club Brugge landskampioen en haalde hij de finale van de UEFA Cup. In 1977 werd hij met Brugge nogmaals kampioen en werd ook de Beker van België gewonnen.
Na vier seizoenen verliet Hinderyckx in 1977 Club Brugge voor een andere eersteklasser, KSC Lokeren. In 1979 trok hij naar tweedeklasser AA Gent, die dat seizoen kampioen werd. In 1981 keerde hij terug naar Brugge, maar nu ging hij er spelen voor eersteklasser Cercle Brugge. Een jaar later verliet hij Cercle weer en ging spelen bij tweedeklasser SV Oudenaarde, waarmee hij in 1983 naar Derde Klasse zakte. Hinderyckx bleef nu in de lagere reeksen spelen en trok in 1986 naar derdeklasser KV Oostende, waar hij tot 1990 bleef.
Daarna ging hij spelen in de provinciale reeksen. In 1990 werd hij een seizoen speler-trainer bij SV Koekelare. In 1991 ging hij naar vierdeklasser SK Torhout, dat op het eind van het seizoen degradeerde. In 1992 trok hij naar een andere vierdeklasser, SK Oostnieuwkerke. In 1993 werd hij weer speler-trainer in de provinciale reeksen, nu bij KFC Heist. In 1994 keerde hij nog eens terug in Vierde Klasse als speler-trainer bij Eendracht Wervik en in 1995 ging hij weer naar KFC Heist als speler-trainer.

## Persoonlijk
Dirk Hinderyckx is de neef van Luc Hinderyckx, die ook profvoetballer was bij Club Brugge.